# ویلهلم رابه
ویلهلم رابه (آلمانی: Wilhelm Raabe؛ ۸ سپتامبر ۱۸۳۱ – ۱۵ نوامبر ۱۹۱۰) یک نویسنده اهل آلمان بود.